# Solution .45
Solution .45 ist eine schwedische Melodic-Death-Metal-Supergroup, die im Jahr 2007 gegründet wurde. Mitglieder der Band waren oder sind Mitglieder von Bands wie Scar Symmetry, Miseration, Sonata Arctica, Dark Tranquillity, Divinefire, Hateform, Kotipelto und Mehida.

## Geschichte
Die Band wurde gegen Ende des Jahres 2007 gegründet. Im Herbst 2008 nahm die Band ihr erstes Demo mit Produzent Thomas „Plec“ Johansson (Unmoored, Scar Symmetry) auf. Im Herbst 2009 begab sich die Band erneut mit Johansson ins Studio, um ihr Debütalbum aufzunehmen. Das Album wurde am 25. März 2010 unter dem Namen For Aeons Past über AFM Records veröffentlicht. Als Gastsänger war Mikael Stanne von Dark Tranquillity zu hören. Das Cover wurde von Pär Olofsson (Immortal, Exodus, The Faceless) gestaltet. Die Band nahm am 15. September 2012 am dreizehnten ProgPower USA teil. Danach trennte sich die Band von ihrem Bassisten Anders Edlund. Momentan arbeitet die Band an ihrem zweiten Album, das erneut bei AFM Records erscheinen soll.

## Stil
Die Band spielt Melodic Death Metal, der progressive Elemente enthält. Der Gesang wechselt zwischen klarem und gutturalem Gesang.

## Diskografie
- 2008: Demo Teaser (Demo, Eigenveröffentlichung)
- 2008: Demo (Demo, Eigenveröffentlichung)
- 2009: Clandestinity Now (Single, AFM Records)
- 2010: For Aeons Past (Album, AFM Records)
- 2015: Nightmares in the Waking State: Part I (Album, AFM Records)
- 2016: Nightmares in the Waking State: Part II (Album, AFM Records)